# Фінал Кубка Іспанії з футболу 2017
Фінал Кубка Іспанії з футболу 2017 — футбольний матч, що відбувся 27 травня 2017. У ньому визначився 115 переможець кубку Іспанії. Ним стала «Барселона», яка здобула свій 29-й Кубок Іспанії.
«Барселона» зіграє проти чемпіона Іспанії в матчі Суперкубка Іспанії з футболу 2017.

## Передмова
Для «Барселони» це вже 38 фінал і за цим показником вона поступається мадридському «Реалу» (39 фіналів). Каталонці є чинним володарем кубку, а матч проти «Алавеса» четвертий фінал поспіль для «синьо-гранатових».
Для «Алавеса» це перший фінал Кубка Іспанії, до цього найбільшим успіхом клубу був фінал Кубка УЄФА 2001 проти англійського «Ліверпуля» в якому баскі поступились в додатковий час 4–5.
Два гравці «Барси» пропустять фінальний матч через жовті картки, це Сержі Роберто та Луїс Суарес.

## Шлях до фіналу
| «Барселона»       | «Барселона» | «Барселона»             | Раунд       | «Алавес»               | «Алавес»  | «Алавес»                |
| ----------------- | ----------- | ----------------------- | ----------- | ---------------------- | --------- | ----------------------- |
| Суперник          | Результат   | Рахунки                 |             | Суперник               | Результат | Рахунки                 |
| Еркулес           | 8–1         | 1–1 в гостях; 7–0 вдома | 1/16 фіналу | Хімнастік (Таррагона)  | 6–0       | 3–0 в гостях; 3–0 вдома |
| Атлетік (Більбао) | 4–3         | 1–2 в гостях; 3–1 вдома | 1/8 фіналу  | Депортіво (Ла-Корунья) | 3–3 (ч)   | 2–2 в гостях; 1–1 вдома |
| Реал Сосьєдад     | 6–2         | 1–0 в гостях; 5–2 вдома | 1/4 фіналу  | Алькоркон              | 2–0       | 2–0 в гостях; 0–0 вдома |
| Атлетіко (Мадрид) | 3–2         | 2–1 в гостях; 1–1 вдома | Півфінали   | Сельта                 | 1–0       | 0–0 в гостях; 1–0 вдома |

## Подробиці
| 27 травня 2017 22:30 (EEST) |

| Барселона                           | 3–1      | Алавес       |
| ----------------------------------- | -------- | ------------ |
| Мессі 30' Неймар 45' Алькасер 45+3' | Протокол | Ернандес 33' |

| Вісенте Кальдерон, Мадрид Глядачів: 54 907 Арбітр: Карлос Клос Гомес (Сарагоса) |

| Барселона | Алавес |

| ВР          | 13 | Яспер Сіллессен       |     |     |
| ЗХ          | 14 | Хав'єр Маскерано      |     | 11' |
| ЗХ          | 3  | Жерард Піке           |     |     |
| ЗХ          | 23 | Самюель Умтіті        | 42' |     |
| ЗХ          | 18 | Жорді Альба           |     |     |
| ПЗ          | 4  | Іван Ракитич 83'      |     |     |
| ПЗ          | 5  | Серхіо Бускетс        |     |     |
| ПЗ          | 8  | Андрес Іньєста () 76' |     |     |
| НП          | 10 | Ліонель Мессі         | 76' |     |
| НП          | 17 | Франсіско Алькасер    |     |     |
| НП          | 11 | Неймар                |     |     |
| Заміни:     |    |                       |     |     |
| ВР          | 1  | Марк-Андре тер Штеген |     |     |
| ЗХ          | 19 | Люка Дінь             |     |     |
| ЗХ          | 22 | Алейс Відаль          |     | 83' |
| ЗХ          | 33 | Марлон Сантос         |     |     |
| ПЗ          | 6  | Деніс Суарес          |     |     |
| ПЗ          | 7  | Арда Туран            |     |     |
| ПЗ          | 21 | Андре Гоміш           |     | 11' |
| Тренер:     |    |                       |     |     |
| Луїс Енріке |    |                       |     |     |

| ВР                  | 1  | Фернандо Пачеко    |     |     |
| ЗХ                  | 21 | Франсіско Феменія  |     |     |
| ЗХ                  | 22 | Карлос Вігарай     |     |     |
| ЗХ                  | 2  | Родріго Елі        | 49' |     |
| ЗХ                  | 24 | Зухаїр Феддаль     |     |     |
| ЗХ                  | 15 | Тео Ернандес       |     | 79' |
| ПЗ                  | 17 | Едгар Мендес       | 16' | 59' |
| ПЗ                  | 6  | Маркос Льоренте    |     |     |
| ПЗ                  | 19 | Ману Гарсія () 39' |     |     |
| ПЗ                  | 11 | Ібаї Гомес         |     | 60' |
| НП                  | 20 | Дейверсон          | 88' |     |
| Заміни:             |    |                    |     |     |
| ВР                  | 13 | Адріан Ортола      |     |     |
| ЗХ                  | 4  | Алексіс Руано      |     |     |
| ПЗ                  | 8  | Віктор Камараса    |     | 59' |
| ПЗ                  | 10 | Оскар Давид Ромеро |     | 79' |
| ПЗ                  | 16 | Данієль Торрес     |     |     |
| ПЗ                  | 18 | Гаїска Токеро      |     |     |
| НП                  | 7  | Рубен Собріно      | 60' | 76' |
| Тренер:             |    |                    |     |     |
| Маурісіо Пельєгріно |    |                    |     |     |